# 翻转散射

图一：普通过程（N-过程）和翻转过程（U-过程）。N-过程中的声子总动量守恒，而U-过程中的声子动量不守恒。

图二 :超出第一布里渊区（红色）的k-向量并不比第一布里渊区内对应的向量（黑色）携带更多信息。

在晶体材料中， 翻转散射（Umklapp scattering），又称U-过程或Umklapp过程）描述了当波矢（通常写为k）落在第一布里渊区之外的散射过程。由于晶体材料的周期性，落在第一布里渊区之外的任意一点可经由翻转散射，变换为第一布里渊区内的一个点。该散射是违反动量守恒定律的，如图一右侧所示：指向右侧的两个波矢在U-过程中可以合并成一个指向左侧的波矢。
翻转散射的例子包括电子晶格势散射或非谐波声子-声子（或电子-声子）散射过程，反映的是在第一布里渊区之外的电子态或声子。翻转散射是限制晶体材料热导率的过程之一。
由于晶格的周期性结构，声子的动量是量子化的，与晶格常數相关。在晶格中，声子散射会导致声子的动量发生改变。图一左侧表示的是两个入射声子k1和k2（红色）的可能散射过程，产生的出射声子为k3（蓝色）。只要k1与k2之和落在第一布里渊区内（灰色方块），则发生的是正常散射（N-过程），保持了声子动量的守恒。
随着声子动量的增加，k1和k2变大，使得它们的总和（k'3）落在第一布里渊区之外，如图一右侧所示。此时第一布里渊区外的k'3在物理上等效于通过添加倒易矢量G进行变换后位于第一布里渊区内部的矢量k3。此过程被即为翻转散射（U-过程），在U-过程中声子的总动量不守恒。
翻转散射是低缺陷晶体低温下电阻率的主要过程 （与在高温下占主导地位的声子电子散射相反，而高缺陷晶格则在任何温度下都会导致散射）。另外，翻转散射通常是晶体中导热的一个重要散射机制，因为它导致声子的散射角度变得较大，从而增加了热传导的阻碍。

## 历史
该名称源自德语单词umklappen（翻转）。魯道夫·佩爾斯在他的自传《逝者之鸟（Bird of Passage）》中指出，他是该词的创始人，是于1929 年在沃尔夫冈·泡利的指导下进行晶格研究时创造的。 佩尔斯写道，“……我使用了德语术语Umklapp （翻转），而这个相当丑陋的词一直被使用……”。 
Umklapp一词也出现在威廉·楞次的1920年易辛模型的种子论文中。 